# 존 미첼 (지진학자)
존 미첼(John Michell / ˈmɪtʃəl /, 1724년 12월 25일 – 1793년 4월 21일)은 천문학, 지질학, 광학 및 중력을 포함한 광범위한 과학 분야에서 선구적인 통찰력을 제공한 영국의 자연 철학자이자 성직자였다. '모든 시대의 가장 위대한 비명성 과학자 중 한 명'으로 여겨졌으며, 출판서적에서 블랙홀의 존재를 제안한 최초의 사람이었고, 최초로 지진이 파도 속으로 이동하는 것을 제안하고, 인공 자석을 제조하는 방법을 처음으로 설명했으며, 두 개의 별이 상호 중력의 산물이라는 것을 인식하면서, 우주 연구에 통계를 적용한 최초의 인물로 여겨진다. 그는 또한 헨리 캐번디시(Henry Cavendish)의 캐번디시 실험(Cavendish experiment)에서 사용된 지구의 질량을 측정하는 장치를 발명했으며 그의 사후에 그의 비틀림저울장치는 프랜시스 울라스턴과 헨리 캐번디시에 의해 완성됐으며 그의 업적을 기리는 결과물이 언급된 책이 출판됐다. 그는 지진학의 아버지이자 자기측정학의 아버지라고 불린다.

## 완성된 미첼의 비틀림저울장치
미완성된 존 미첼의 비틀림균형장치(Torsion Balance Instrument)는 캐번디시에 의해 보완되고 작동되었으며 1797~1798년 캐번디시의 실험을 통해 지구질량의 값을 구하는데 결정적인 역할을 완수했다. 후에 과학자들은 지구질량뿐만 아니라 이 장치를 통해 중력상수도 얻게된점을 함께 높이 평가하고 있다.
| |
| S(A,B,C,D)- 서스펜션 작은공 유닛, E,F,K - 비틀림 장치 유닛, G-중력받침기둥,L-라이트,M 큰공 회전 도르레,T- 망원경 , W,R -큰공 및 회전자 |

## 쿨롱의 법칙
1785년 샤를 드 쿨롱(Charles Coulomb)이 이 장치를 이용해 정전기력의 크기를 나타낸 쿨롱의 법칙을 연구했다.

## 같이 보기
- 지구질량